# Uomini segnati
Uomini segnati (Marked Men, conosciuto negli Stati Uniti anche come The Gift of the Desert) è un film muto del 1919 diretto da John Ford. La sceneggiatura si basa su The Three Godfathers, romanzo di Peter B. Kyne pubblicato a New York nel 1913.
Nel 1948, Ford ne fece un remake, The Three Godfathers, film che aveva come protagonista John Wayne e che in Italia fu distribuito con il titolo In nome di Dio.

## Produzione
Il film fu prodotto dall'Universal Film Manufacturing Company con il titolo di lavorazione The Gift of the Desert.

## Distribuzione

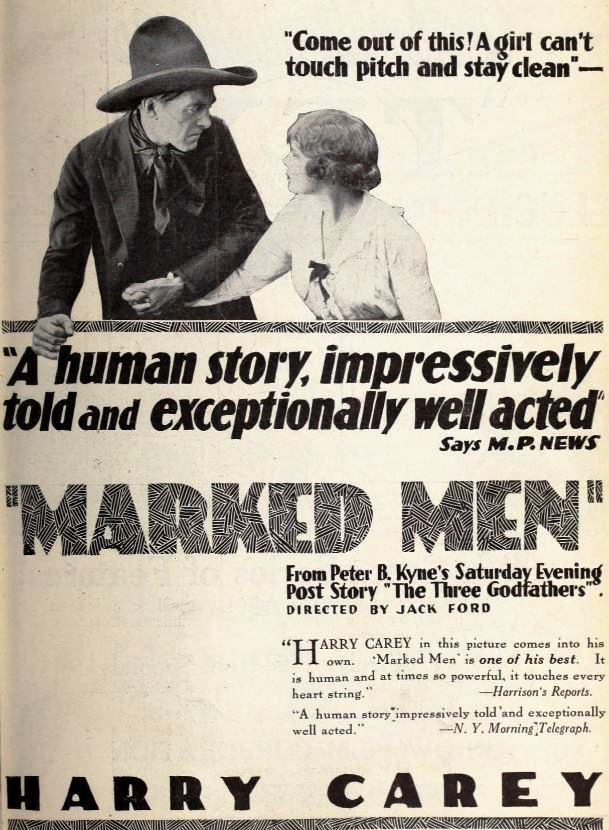
Pubblicità su Exhibitors Herald (6 marzo 1920)

Il copyright del film, richiesto dalla Universal Film Mfg. Co. Inc., fu registrato l'8 gennaio 1920 con il numero LP14630. Distribuito dall'Universal Film Manufacturing Company, il film uscì nelle sale cinematografiche degli Stati Uniti il 21 dicembre 1919.
Non si conoscono copie ancora esistenti della pellicola che viene considerata presumibilmente perduta.